# Luddbjörnbär
Luddbjörnbär (Rubus insularis) är en rosväxtart som beskrevs av Johan Erhard Areschoug. Enligt Catalogue of Life ingår Luddbjörnbär i släktet rubusar och familjen rosväxter, men enligt Dyntaxa är tillhörigheten istället släktet rubusar och familjen rosväxter. Artens livsmiljö är jordbrukslandskap. Utöver nominatformen finns också underarten R. i. parvifolius.